# Hypocrita mirabilis
Hypocrita mirabilis är en fjärilsart som beskrevs av De Toulgoët 1988. Hypocrita mirabilis ingår i släktet Hypocrita och familjen björnspinnare. Inga underarter finns listade i Catalogue of Life.